# Kermit Washington
Pour les articles homonymes, voir Kermit et Washington.
 (décembre 2023).
Si vous disposez d'ouvrages ou d'articles de référence ou si vous connaissez des sites web de qualité traitant du thème abordé ici, merci de compléter l'article en donnant les références utiles à sa vérifiabilité et en les liant à la section « Notes et références ».
Kermit Alan Washington, né le 17 septembre 1951 à Washington, D.C., est un ancien joueur américain professionnel de basket-ball.
Ailier défensif tenace, Washington était réputé pour ses capacités au rebond. Il réalisa des moyennes de 9,2 points et 8,3 rebonds par match en dix saisons de NBA et participa à un All-Star Game. Washington fut sélectionné par les Los Angeles Lakers au 5e rang de la draft 1973. Outre les Los Angeles Lakers, il joua pour les Boston Celtics, les San Diego Clippers, les Portland Trail Blazers et les Golden State Warriors.
Avant d'intégrer la NBA, Washington joua à l'American University et fut diplômé en psychologie. Il fut nommé "academic All-American" lors de son année junior et fut nommé dans la "first team All-American" lors de sa saison senior.

## « The Punch »
Washington aura fait sa réputation lors d'une altercation avec Rudy Tomjanovich lors d'une bagarre le 9 décembre 1977. Washington était engagé dans une lutte lorsque Tomjanovich accourut vers l'altercation. Washington, pensant que quelqu'un allait essayer de le frapper par derrière, se retourna et frappa violemment Tomjanovich. Ce coup, qui surprit Tomjanovich, le laissa inconscient au milieu du terrain mettant la vie de Tomjanovich en danger. Les joueurs présents sur le terrain disent qu'après cette agression sur Tomjanovich, le silence dans la salle, combiné au choc des fans, fut "le plus lourd silence qu'ils n'aient jamais entendu". Tomjanovich affirma plus tard qu'au moment de l'incident, il crut que le panneau de marque lui était tombé dessus.

### Après l'agression
Washington, évoluant sous le maillot des Los Angeles Lakers, fut suspendu deux mois, manquant 26 matchs. Tomjanovich, alors aux Houston Rockets, manqua la saison entière. Il remporta ensuite un procès intenté contre les Lakers et fut indemnisé à hauteur de 3,2 millions de dollars, alors que la demande originelle portait sur 2,4 millions de dollars.
L'incident est considéré comme l'un des plus effrayants de l'histoire de la NBA. Cela entraîna la création de fortes sanctions pour les bagarres sur les parquets, qui étaient devenus trop banales dans les années 1970. L'ancien commissaire NBA David Stern, alors directeur du comité de la NBA, affirma plus tard que l'incident fit prendre conscience à la NBA qu'elle "ne pouvait pas laisser des hommes si grands et si forts se laisser se frapper ainsi les uns les autres."  Aujourd'hui, tout joueur qui tente de frapper un joueur est automatiquement exclu du match.

### Effet sur la carrière de Washington
En dépit de cet incident, Washington avait autrement une bonne réputation, et il fut considéré comme un bouc émissaire des problèmes récurrents de violence de la NBA. Un événement similaire s'était déroulé lors du match inaugural de la saison 1977-1978, quelques mois avant cet incident. Deux minutes après le début de la rencontre, le coéquipier de Washington Kareem Abdul-Jabbar avait frappé le joueur des Milwaukee Bucks Kent Benson en réponse à un coup de coude. Abdul-Jabbar se cassa la main et fut absent deux mois; autrement, il aurait pu être lourdement sanctionné. Cependant, cette agression de Washington envers Tomjanovich le suivra durant des années, même après sa retraite de joueur. Washington ne jouera que cinq années de plus en NBA, avant d'être transféré fréquemment, les équipes étant réticentes à le recruter.

## Après-carrière
Depuis sa retraite de joueur en 1983, Washington a dirigé un restaurant et a créé et dirigé de nombreuses organisations caritatives. Il intégra aussi le staff d'entraîneur de l'Université Stanford et travailla au « Big Man Camp » de Pete Newell durant 15 ans.
Washington s'implique dans des organisations avec l'Afrique. Il parvient à obtenir des fonds de la part de la NBA, cependant, il a été incapable de trouver un poste d'entraîneur en NBA ou tout autre ligue en raison de sa réputation sulfureuse jusqu'en 2005, où il devint entraîneur assistant de l'équipe de NBDL des Asheville Altitude durant une saison. Les Altitude remportent alors le titre NBDL.
NBA TV réalisa un documentaire sur Kermit Washington, où Rudy Tomjanovich est interviewé et déclare qu'il n'a aucune ressentiment envers Washington : « Je lui souhaite le meilleur. Je n'aime pas voir les gens souffrir. Il a fait une erreur et tout le monde a droit à une deuxième chance. »
Accusé d'usurpation d'identité et de fausse déclaration dans le cadre d'une affaire de détournement de fonds, Kermit Washington est condamné à six ans de prison le 10 juillet 2018 : il lui a été reproché d'avoir utilisé les dons destinés à l'une de ses associations caritatives à des fins personnelles.